# 托马斯：冒名顶替者
《托马斯：冒名顶替者》（法語：Thomas l'imposteur），是法國小說家尚·考克多（Jean Cocteau）在1923年出版的小說。

## 劇情
1914年8月，政府撤离了巴黎，但鲍尔姆王妃仍留在那里，将一间酒店的底层变成了医院。 它雇佣了年轻的托马斯·纪尧姆，其自称冯德侬将军的侄子和下属。 他的女儿亨丽埃特爱上了他但他被派到比利时。 几天后她趁去比利时表演时去看他。一天晚上他被同事们杀死。他的欺骗行为成为秘密。 两个月后亨丽埃特死于疾病。